# Annar Follesø
Annar Follesø (nació el 29 de diciembre de 1972) es un violinista Barroco noruego.
Follesø estudió con Soon-Mi Chung y Stephan Barratt-Due en Barratt Due Music Institute, y con Mauricio Fuks en Indiana University.
En 1998 ganó el premio de violín en International Summer Academy en Salzburg por su interpretación de la sonata de Bartók para solo de violín, que a su vez, sus interpretaciones de Bartók le han creado un amplio reconocimiento. Desde entonces se ha presentado en Estados Unidos, Russia, China, Italia, Francia, Austria y Corea del Sur South. Sus notables actuaciones incluyen el estreno de La verbena de San Juan de   Ole Bull en el Bergen International Festival en el 2007, y en el 2013 estrenó el trabajo reconstruido Mountains of Norway con la Orquesta de la Radio de Noruega, en inglés Norwegian Radio Orchestra, en el mismo evento. En el 2014, Follesø realizó una presentación con Wolfgang Plagge en el Festival Internacional Cervantino y en el 2015 regresó al Bergen International Festival. Junto con el compositor y pianista Plagge, Annar Follesø es director artístico de Sunnmøre Chamber Music Festival, que comenzó en el 2010.
Su primer álbum fue una colección de trabajos de Bartok realizados con Plagge, el cual fue lanzado en el 2013. En el 2010, lanzó una grabación de los Violin Concertos de Ole Bull en colaboración con la Grieg Society of Great Britain. Ambas grabaciones se encuentran en la disquera 2L.